# Люблино-Сортировочное
Люблино́-Сортиро́вочное — участковая станция Курского направления Московской железной дороги в Москве на территории бывшего города Люблино. Находится между районами Печатники и Люблино города Москвы. Одна из крупнейших станций в пределах Москвы.

## Характеристика
По объёму работы является внеклассной. Напрямую подчиняется Московской дирекции управления движением. Соединяет Курский ход с Малым кольцом (станции Угрешская и Москва-Южный Порт). Кроме того, в начале-середине 2000-х годов все грузовое движение с Рижского, Смоленского и Киевского направлений в сторону Москвы приходило на переформирование на станцию Бекасово-Сортировочное, а грузы с этих направлений, предназначенные в саму Москву, отправлялись маршрутами Бекасово — Люблино. Таким образом, эта станция обрабатывала грузопоток со всех западных и юго-западных направлений.
В границах станции находятся несколько крупных парков. Остановочный пункт Люблино находится в парке Люблино-Северное, Перерва — в парке Люблино-Южное, Депо — вне границ станции на перегоне между этими парками, но также числится пассажирским устройством станции.
Под станцией существуют два автомобильных проезда в тоннелях. Северный, с односторонним движением работает из Печатников в Люблино, южный, с реверсивным движением — работает между Люблино и Печатниками/Курьяновом.

## Изменения технологии работы
В 2017 году в Московской дирекции управления движением разрабатываются этапы изменения технологии работы станции Люблино-Сортировочное, где будет сконцентрирована основная грузовая работа Мосузла. С целью оптимизации эксплуатационных расходов при переработке грузовых вагонов была сделана ставка на концентрацию сортировочной работы на этой станции, выбор именно её обоснован расположением, наличием выходов на все основные направления и достаточной проектной мощностью её двух сортировочных систем. В 2017 году вагонопоток со станций Перово и Лосиноостровская, где упал объём работы, а сортировочная горка в Перово законсервирована, перераспределён на крупнейшую в Москве станцию Люблино-Сортировочное.